# Pentopetia
Pentopetia là chi thực vật có hoa trong họ Apocynaceae.